# هایپرسیل
هایپرسیل (به انگلیسی: Hyperseal) نام تجاری سری رنگ‌های مخصوصی است که توسط مخترع نامی سرهنگ رونالد ریس تولید شد. این رنگ‌ها در سه گروه طبقه‌بندی می‌شوند: رنگ‌های مخصوص شیشه (هایپرگلاس)، رنگ زینک (هایپرزینک) و رنگ‌های پلاستیکی (هایپرفلکس). این رنگ‌ها مخصوص سطوح سرد در صحرا، زنگ روی اندود و آب مهر و موم شده تولید شدند.
بخشی از موج سازگاری با محیط این محصول به نام تولیدات سبز، با هدف کاهش مصرف انرژی، جلوگیری از ورود مواد سمی آسفالت مسیر عبور وسایل نقلیه و حصول اطمینان از تجدید رنگ ۲۰ ساله مسیرهای عبور آب، پل‌ها و مناطق ساحلی جهت ممانعت از زنگ زدگی و جایگزین تجدید رنگ یک ساله تولید شدند.
هایپرگلاس اولین رنگ تولید شده با میکروسفیرهای شیشه‌ای توخالی معلق در رنگ سفید تفلون است. این رنگ دارای قابلیت چشمگیر حفظ دمای سطح در معرض مستقیم نور خورشید، ۱۰ تا ۱۲ درجه فارنهایت بالاتر از دمای محیط است. از اینرو از آن در سقف‌ها، پاسیوها و عرشه قایق استفاده می‌شود. پیش از این، دمای سقف‌های آسفالت شده ۵۰ تا ۷۵ درجه فارنهایت بالاتر از دمای محیط بود. در کالیفرنیای جنوبی، منازلی که پوشش سقف آنها از رنگ هایپرگلاس می‌باشد، شاهد کاهش ۵۰ درصدی در هزینه تهویه هوا و در نتیجه کاهش میزان کربن موجود در جای پا بودند. هایپرسیل نمونه‌ای چند منظوره به نام هایپرفلکس نیز تولید نموده است.